# Juliana Lima
Juliana Lima, née le 15 mars 1982 à Belo Horizonte dans l'État du Minas Gerais au Brésil, est une pratiquante brésilienne d'arts martiaux mixtes (MMA). Elle évolue au sein de la catégorie des poids pailles de l'Ultimate Fighting Championship (UFC).

## Biographie
Juliana Lima pratique le muay-thaï durant 6 ans avant de découvrir le jiu-jitsu brésilien en 2008.

## Parcours en arts martiaux mixtes

### Débuts
Juliana Lima commence sa carrière professionnelle en MMA le 27 novembre 2010 lors de l'événement Brasil Fight 3: Minas Gerais vs. Sao Paulo à Belo Horizonte au Brésil. Opposée à sa compatriote Aline Serio, elle remporte sa première victoire par décision partagée.

### Ultimate Fighting Championship
Le 16 juillet 2014, Juliana Lima participe à San José aux États-Unis pour la première fois à un événement UFC à l'occasion de l'UFC on Fox: Lawler vs. Brown. Elle est opposée, à la polonaise Joanna Jedrzejczyk. Elle est battue sur décision unanime (30-27, 29-28, 30-27).
Pour son second combat à l'UFC, elle opposée à l'américaine Nina Ansaroff lors de l'UFC Fight Night: Shogun vs. St. Preux le 8 novembre 2014. Elle l'emporte sur son adversaire sur décision unanime (29-28, 29-28, 29-28).
Le 12 mai 2015 l'UFC annonce que Lima affrontera sa compatriote Ericka Almeida lors de l'événement UFC Fight Night 67: Condit vs. Alves du 30 mai 2015.
À l'origine Juliana Lima devait être opposée ce jour-là à Jessica Penne, mais celle-ci ne peut répondre présente car il lui a été proposé un combat pour le titre, le 20 juin 2015 à l'UFC Fight Night 69, face à la détentrice actuelle de la ceinture des poids pailles Joanna Jedrzejczyk.
Le 20 juin 2015 à l'UFC Gight Night 69, elle affronte donc une autre brésilienne, Ericka Almeida. Au début du premier round Juliana Lima semble débordée et subit de grosses frappes poings et coudes de la part de son adversaire, mais elle ne tarde pas à reprendre le dessus et à contrôler tout le reste du combat. Les juges lui accordent une victoire par décision unanime (30-27, 30-27 et 30-25). Juliana Lima voit donc ses statistiques atteindre le score de 8-2 dont 2-1 à l'UFC.

## Palmarès en arts martiaux mixtes
| 12 combats     | 9 victoires | 3 défaites |
| Par KO         | 2           | 0          |
| Par soumission | 0           | 0          |
| Sur décision   | 7           | 3          |

| Résultat | Record | Adversaire         | Méthode              | Événement                                         | Date               | Round | Temps | Lieu                                 | Notes                                                 |
| -------- | ------ | ------------------ | -------------------- | ------------------------------------------------- | ------------------ | ----- | ----- | ------------------------------------ | ----------------------------------------------------- |
| Victoire | 9-3    | JJ Aldrich         | Décision unanime     | UFC Fight Night: Lewis vs. Abdurakhimov           | 9 décembre 2016    | 3     | 5:00  | Albany, New York, États-Unis         |                                                       |
| Défaite  | 8-3    | Carla Esparza      | Décision unanime     | UFC 197: Jones vs. Saint Preux                    | 23 avril 2016      | 3     | 5:00  | Las Vegas, Nevada, États-Unis        |                                                       |
| Victoire | 8-2    | Ericka Almeida     | Décision unanime     | UFC Fight Night: Condit vs. Alves                 | 30 mai 2015        | 3     | 5:00  | Goiânia, Goiás, Brésil               |                                                       |
| Victoire | 7-2    | Nina Ansaroff      | Décision unanime     | UFC Fight Night: Shogun vs. St. Preux             | 8 novembre 2014    | 3     | 5:00  | Uberlândia, Minas Gerais, Brésil     |                                                       |
| Défaite  | 6-2    | Joanna Jedrzejczyk | Décision unanime     | UFC on Fox: Lawler vs. Brown                      | 26 juillet 2014    | 3     | 5:00  | San Jose, Californie, États-Unis     | Juliana Lima échoue lors de la pesée (117 lb (53 kg)) |
| Victoire | 6-1    | Liliani Trolezi    | TKO (coups de poing) | Brasil Fight 7: Minas Gerais vs. Federal District | 11 octobre 2013    | 1     | 1:08  | Divinópolis, Minas Gerais, Brésil    |                                                       |
| Défaite  | 5-1    | Katja Kankaanpää   | Décision unanime     | Invicta FC5: Penne vs. Waterson                   | 5 avril 2013       | 3     | 5:00  | Kansas City, Missouri, États-Unis    |                                                       |
| Victoire | 5-0    | Aline Nery         | Décision unanime     | Brasil Fight 6: Brazil vs. USA                    | 21 septembre 2012  | 3     | 5:00  | Belo Horizonte, Minas Gerais, Brésil |                                                       |
| Victoire | 4-0    | Patricia de Farias | TKO (coups de poing) | Super Fight Lafaiete                              | 1er septembre 2012 | 1     | 3:41  | Sao Paulo, Brésil                    |                                                       |
| Victoire | 3-0    | Kinberly Novaes    | Décision unanime     | Brasil Fight 5: Back to Fight                     | 21 septembre 2011  | 3     | 5:00  | Belo Horizonte, Minas Gerais, Brésil |                                                       |
| Victoire | 2-0    | Dayana Silva       | Décision unanime     | Brasil Fight 4: The VIP Night                     | 23 avril 2011      | 3     | 5:00  | Nova Lima, Brésil                    |                                                       |
| Victoire | 1-0    | Aline Serio        | Décision partagée    | Brasil Fight 3: Minas Gerais vs. Sao Paulo        | 27 novembre 2010   | 3     | 5:00  | Belo Horizonte, Minas Gerais, Brésil |                                                       |